# موسين (بندقية)
موسين أو موسين - ناغان وتعرف أيضاً باسم المنكظمة (بالروسية: Винтовка Мосина (ڤِنتَوڤكا مُوسِينا)) بندقية روسية يدوية، بمخزن داخلية مكون من خمس طلقات، شاركت هذه البندقية في كثير من الحروب والنزاعات والثورات منذ البداية القرن الماضي حتى حاليا في الحرب السورية .